# Beaumont (Misisipi)
Beaumont es un pueblo del condado de Perry en el estado de Misisipi (Estados Unidos). En el año 2000 tenía una población de 977 habitantes en una superficie de 9 km², con una densidad poblacional de 108.3 personas por km².

## Geografía
Beaumont se encuentra ubicado en las coordenadas 31°10′5″N 88°55′21″O / 31.16806, -88.92250. Según la Oficina del Censo, el pueblo tiene un área total de 9 km² (3,5 mi²), de la cual 9 km² (3,5 mi²) es tierra y 0 km² (0 mi²) es agua.

## Demografía
Para el censo de 2000, había 977 personas, 387 hogares y 270 familias en la ciudad. La densidad de población era 108.3 hab/km².
En el 2000 la renta per cápita promedia del hogar era de $ 20.147 y el ingreso promedio para una familia era de $24.250. El ingreso per cápita para la localidad era de $9.601. En 2000 los hombres tenían un ingreso per cápita de $30.250 contra $17.083 para las mujeres. Alrededor del 35.4% de la población estaba bajo el umbral de pobreza nacional.